# Kubovics Remigius
Kubovics Remigius, Kubovics Remig (Farkashida (Pozsony vármegye), 1742. január 8. – Győr, 1830. január 14.) bencés áldozópap.

## Élete
1774. március 17-én miséspappá szentelték. 1779. április 15-én ünnepélyes fogadalmat tett, 1802-től 1810-ig hitszónok volt a dömölki apátságban, 1810-től lelki atyaként működött Győrött.

## Munkája
- Applausus honori ill. ac rev. domini Thomae Kovács archiabbatis pro solemni eiusdem installatione dicatus 1830. Jaurini (költemény)